# Стиль произношения
Сти́ль произноше́ния (фонети́ческий стиль) — разновидность произношения с той или иной дифференциальной экспрессивно-оценочной функцией.
Произносительный стиль книжной речи отличается строгим сохранением исторически сложившихся норм, тенденцией к устранению произносительных вариантов. В разговорном стиле, нейтральном со стилистической точки зрения, отсутствует столь выраженное стремление к безупречному произношению и возможны произносительные варианты (ср. рус. просят — [про́с’ут] и [про́с’ът]). Может быть выделен и сниженный, просторечный стиль. Книжный и просторечный стили охватывают не всю лексику языка, а лишь некоторый её круг: для книжного стиля его составляют слова, относящиеся к сферам науки, техники, искусства, политики, для просторечного — лексика, принадлежащая к сферам быта, обиходной жизни. Охват двух названных стилей также неодинаков у разных носителей языка:659.
Если различия произношения лежат исключительно в области фонетики, выделяют полный и неполный стили произношения. Полный стиль отличается отчётливым произнесением всех звуков, присущим медленному темпу речи, и характерен для публичных выступлений, речи дикторов. При неполном стиле звуки произносятся неотчётливо, редуцированно, что свойственно быстрому темпу речи.